# Alfred Gager
Alfred Gager (Bécs, 1942. február 10. – 2022. január 10.) válogatott osztrák labdarúgó, középpályás.

## Pályafutása

### Klubcsapatban
Az SV Justiz csapatában kezdte a labdarúgást, majd 1955-ben az Austria Wien korosztályos csapatában folytatta, ahol 1960-ban mutatkozott be az első csapatban. Öt idényen át volt az Austria játékosa és két-két bajnoki címet illetve osztrákkupa-győzelmet ért el a csapattal. 1966–67-ben a Wacker Wien együttesében fejezte be a profi labdarúgást.

### A válogatottban
1962–63-ban hat alkalommal szerepelt az osztrák válogatottban. 1962. október 28-án a Népstadion mutatkozott be a magyar válogatott ellen, ahol 2–0-s vereséget szenvedett az osztrák csapat.

## Sikerei, díjai
Austria Wien
- Osztrák bajnokság
  - bajnok (2): 1961–62, 1962–63
- Osztrák kupa
  - győztes (2): 1962, 1963

## Statisztika

### Mérkőzései a válogatottban
| Ausztria | Ausztria           | Ausztria                | Ausztria     | Ausztria | Ausztria      | Ausztria   | Ausztria | Ausztria |
| #        | Dátum              | Helyszín                | Hazai        | Eredmény | Vendég        | Kiírás     | Gólok    | Esemény  |
| -------- | ------------------ | ----------------------- | ------------ | -------- | ------------- | ---------- | -------- | -------- |
| 1.       | 1962. október 28.  | Budapest, Népstadion    | Magyarország | 2 – 0    | Ausztria      | barátságos | -        |          |
| 2.       | 1962. november 11. | Bécs, Práter-stadion    | Ausztria     | 1 – 2    | Olaszország   | barátságos | -        | 60'      |
| 3.       | 1962. november 25. | Szófia, Levszki-stadion | Bulgária     | 1 – 1    | Ausztria      | barátságos | -        |          |
| 4.       | 1963. április 24.  | Bécs, Práter-stadion    | Ausztria     | 3 – 1    | Csehszlovákia | barátságos | -        |          |
| 5.       | 1963. május 8.     | Glasgow, Hampden Park   | Skócia       | 4 – 1    | Ausztria      | barátságos | -        |          |
| 6.       | 1963. június 9.    | Bécs, Práter-stadion    | Ausztria     | 0 – 1    | Olaszország   | barátságos | -        |          |
|          | Összesen           |                         |              | 6        | mérkőzés      |            | 0        | gól      |